# Renata Dancewicz

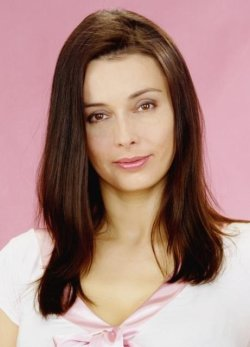
Renata Dancewicz

Renata Dancewicz (* 7. Februar 1969 in Leszno) ist eine polnische Schauspielerin. Ihr größter Erfolg war der Film Eukaliptus, der auch im Ausland erschienen ist.

## Leben und Wirken
Nach ihrer Schauspielausbildung an der PWSFTviT hatte sie 1993 ihren ersten Auftritt in Do widzenia wczoraj. Ihre bekanntesten Filme sind Der Teufel und die Jungfrau, der Western Eukaliptus sowie das Familiendrama 33 Szenen aus dem Leben von 2008. Sie nahm 2006 an 3. Staffel der polnischen Ausgabe von Dancing Stars teil. Sie belegte mit ihrem Tanzpartner den 6. Rang. Renata Dancewicz war zweimal im Playboy, im Juni 1996 und im April 2000 mit einer Fotoserie vertreten. In dem Männermagazin CKM war sie im November 2001 zu sehen.
Sie ist Mutter eines Sohnes.

## Filmografie (Auswahl)
- 1993: Do widzenia wczoraj
- 1993: Samowolka
- 1994: Oczy niebieskie
- 1994: Wynajme pokój
- 1994: Komedia małżeńska
- 1994–1995: Radio Romans
- 1995: Die schönste Sache der Welt: Der Teufel und die Jungfrau
- 1995: Ekstradycja
- 1995: Deborah
- 1995: Die tollkühne List des Oberst Kwiatkowski (Pulkownik kwiatkowskiI)
- 1995: Tato
- 1997: Ekstradycja 2
- 1997: Svenska Hjältar
- 1998: Gniew
- 1999: Ekstradycja 3
- 1999: Siedlisko
- 2000: Sukces
- 2002: Eukaliptus
- 2002: E=mc²
- 2003: Zostać miss 2
- seit 2003: Na Wspólnej
- 2007: Pamietasz mnie?
- 2008: 33 Szenen aus dem Leben (33 sceny z życia)
- 2010: Blecanto
- 2011: Viski s molokom
- 2011: Prosto z nieba
- 2012: Baby Blues (Bejbi blues)
- 2023: Porady na zdrady 2
- 2023: Frau aus Freiheit (Kobieta z...)
- 2024: Wrooklyn Zoo